# Halmtorvet
Halmtorvet i København var endnu i 1800-tallet en plads lige inden for byens Vesterport, svarende til den nuværende rådhusplads. Den 1. januar 1888 blev det gamle halmtorv lukket og det blev besluttet at handlen med hø og halm skulle flyttes til pladsen foran den Brune kødby som overtog navnet Halmtorvet. Ved den Hvide kødby skiftede gaden navn til Søndre Boulevard.
På torvet var der hver onsdag og lørdag handel med hø og halm, som i nogle perioder kunne dreje sig om flere hundrede læs, der blev solgt til byens kvæg- og hestestalde.
Halmtorvet blev som en del af byfornyelsen gennemgribende renoveret i 1999.